# کلوین، اندر
کلوین، اندر (به فرانسوی: Clion) یک کمون در فرانسه است که در اندر واقع شده‌است. کلوین ۳۳٫۵۳ کیلومتر مربع مساحت و ۱٬۱۲۳ نفر جمعیت دارد و ۱۰۸ متر بالاتر از سطح دریا واقع شده‌است.